# Aenictus certus
Aenictus certus é uma espécie de formicídeo do gênero Aenictus, com distribuição restrita à Índia.